# Master Blaster (Jammin')
Master Blaster (Jammin') is een single van Stevie Wonder. Het nummer verscheen voor het eerst in 1980, op het album Hotter than July. In Nederland werd het als single uitgebracht door Motown.
Het is een funknummer met sterke invloeden uit de reggae. Het werd geschreven als een ode aan Bob Marley. In 1975 trad Wonder met The Wailers op in Jamaica. Marley verzorgde ook twee keer het voorprogramma van de Amerikaanse toer die Wonder in het najaar van 1980 hield. Master Blaster (Jammin') was de eerste single van Hotter than July en was een grote hit. Het stond zeven weken lang op de eerste plaats in de Hot R&B-hitlijst van het Amerikaanse muziekblad Billboard en in de herfst van 1980 bereikte het de vijfde plaats in de Billboard Hot 100. In het Verenigd Koninkrijk behaalde de single de tweede plaats in de UK Singles Chart.
Stephen Marley, de zoon van Bob Marley, maakte in 2003 samen met zijn broers Damian en Julian Marley een hiphopvariant van Master Blaster (Jammin').
In 2005 speelde Wonder Master Blaster (Jammin') in Philadelphia in het kader van Live 8.

## Uitgaven (selectie)
Amerikaanse uitgave, 7" (T 54317F)
- A-kant: Master Blaster (Jammin') - 4:49
- B-kant: Master Blaster (Dub) - 6:27

Amerikaanse uitgave, 12" (PR-76)
- A-kant: Master Blaster (Jammin') - 6:11
- B-kant: Master Blaster (Dub) - 6:27

Mexicaanse uitgave, 12" groen vinyl (TM - 08, TM - 08)
- A-kant: Master Blaster (Jammin')

Destrucción Maestra (Fiesta) - 5:07
- B-kant: Master Blaster (Dub)

Destrucción Maestra (Doblaje) - 6:27

## Hitnoteringen
| Master Blaster (Jammin') in de Nederlandse Top 40 binnen 13-09-1980 | Master Blaster (Jammin') in de Nederlandse Top 40 binnen 13-09-1980 | Master Blaster (Jammin') in de Nederlandse Top 40 binnen 13-09-1980 | Master Blaster (Jammin') in de Nederlandse Top 40 binnen 13-09-1980 | Master Blaster (Jammin') in de Nederlandse Top 40 binnen 13-09-1980 | Master Blaster (Jammin') in de Nederlandse Top 40 binnen 13-09-1980 | Master Blaster (Jammin') in de Nederlandse Top 40 binnen 13-09-1980 | Master Blaster (Jammin') in de Nederlandse Top 40 binnen 13-09-1980 | Master Blaster (Jammin') in de Nederlandse Top 40 binnen 13-09-1980 | Master Blaster (Jammin') in de Nederlandse Top 40 binnen 13-09-1980 | Master Blaster (Jammin') in de Nederlandse Top 40 binnen 13-09-1980 | Master Blaster (Jammin') in de Nederlandse Top 40 binnen 13-09-1980 | Master Blaster (Jammin') in de Nederlandse Top 40 binnen 13-09-1980 | Master Blaster (Jammin') in de Nederlandse Top 40 binnen 13-09-1980 | Master Blaster (Jammin') in de Nederlandse Top 40 binnen 13-09-1980 |
| Week                                                                | 1                                                                   | 2                                                                   | 3                                                                   | 4                                                                   | 5                                                                   | 6                                                                   | 7                                                                   | 8                                                                   | 9                                                                   | 10                                                                  | 11                                                                  | 12                                                                  | 13                                                                  |                                                                     |
| ------------------------------------------------------------------- | ------------------------------------------------------------------- | ------------------------------------------------------------------- | ------------------------------------------------------------------- | ------------------------------------------------------------------- | ------------------------------------------------------------------- | ------------------------------------------------------------------- | ------------------------------------------------------------------- | ------------------------------------------------------------------- | ------------------------------------------------------------------- | ------------------------------------------------------------------- | ------------------------------------------------------------------- | ------------------------------------------------------------------- | ------------------------------------------------------------------- | ------------------------------------------------------------------- |
| Nummer                                                              | 27                                                                  | 14                                                                  | 9                                                                   | 5                                                                   | 4                                                                   | 3                                                                   | 2                                                                   | 2                                                                   | 3                                                                   | 5                                                                   | 11                                                                  | 17                                                                  | 29                                                                  | uit                                                                 |

| Master Blaster (Jammin') in de Nederlandse Single Top 100 binnen: 20-09-1980 | Master Blaster (Jammin') in de Nederlandse Single Top 100 binnen: 20-09-1980 | Master Blaster (Jammin') in de Nederlandse Single Top 100 binnen: 20-09-1980 | Master Blaster (Jammin') in de Nederlandse Single Top 100 binnen: 20-09-1980 | Master Blaster (Jammin') in de Nederlandse Single Top 100 binnen: 20-09-1980 | Master Blaster (Jammin') in de Nederlandse Single Top 100 binnen: 20-09-1980 | Master Blaster (Jammin') in de Nederlandse Single Top 100 binnen: 20-09-1980 | Master Blaster (Jammin') in de Nederlandse Single Top 100 binnen: 20-09-1980 | Master Blaster (Jammin') in de Nederlandse Single Top 100 binnen: 20-09-1980 | Master Blaster (Jammin') in de Nederlandse Single Top 100 binnen: 20-09-1980 | Master Blaster (Jammin') in de Nederlandse Single Top 100 binnen: 20-09-1980 | Master Blaster (Jammin') in de Nederlandse Single Top 100 binnen: 20-09-1980 | Master Blaster (Jammin') in de Nederlandse Single Top 100 binnen: 20-09-1980 | Master Blaster (Jammin') in de Nederlandse Single Top 100 binnen: 20-09-1980 | Master Blaster (Jammin') in de Nederlandse Single Top 100 binnen: 20-09-1980 | Master Blaster (Jammin') in de Nederlandse Single Top 100 binnen: 20-09-1980 | Master Blaster (Jammin') in de Nederlandse Single Top 100 binnen: 20-09-1980 |
| Week                                                                         | 1                                                                            | 2                                                                            | 3                                                                            | 4                                                                            | 5                                                                            | 6                                                                            | 7                                                                            | 8                                                                            | 9                                                                            | 10                                                                           | 11                                                                           | 12                                                                           | 13                                                                           | 14                                                                           | 15                                                                           |                                                                              |
| ---------------------------------------------------------------------------- | ---------------------------------------------------------------------------- | ---------------------------------------------------------------------------- | ---------------------------------------------------------------------------- | ---------------------------------------------------------------------------- | ---------------------------------------------------------------------------- | ---------------------------------------------------------------------------- | ---------------------------------------------------------------------------- | ---------------------------------------------------------------------------- | ---------------------------------------------------------------------------- | ---------------------------------------------------------------------------- | ---------------------------------------------------------------------------- | ---------------------------------------------------------------------------- | ---------------------------------------------------------------------------- | ---------------------------------------------------------------------------- | ---------------------------------------------------------------------------- | ---------------------------------------------------------------------------- |
| Nummer                                                                       | 16                                                                           | 16                                                                           | 10                                                                           | 6                                                                            | 4                                                                            | 2                                                                            | 2                                                                            | 2                                                                            | 3                                                                            | 5                                                                            | 16                                                                           | 17                                                                           | 26                                                                           | 41                                                                           | 48                                                                           | uit                                                                          |

### NPO Radio 2 Top 2000
| Nummer met noteringen in de NPO Radio 2 Top 2000 | '00 | '01  | '02  | '03  | '04  | '05  | '06-'10 | '11  | '12  | '13  | '14  | '15  | '16  | '17 | '18  | '19  | '20  | '21  | '22  | '23  |
| ------------------------------------------------ | --- | ---- | ---- | ---- | ---- | ---- | ------- | ---- | ---- | ---- | ---- | ---- | ---- | --- | ---- | ---- | ---- | ---- | ---- | ---- |
| Master Blaster (Jammin')                         | 823 | 1355 | 1516 | 1767 | 1790 | 1896 | -       | 1771 | 1653 | 1760 | 2000 | 1996 | 1909 | -   | 1741 | 1732 | 1485 | 1679 | 1965 | 1996 |

1. ↑  Een '-' betekent dat het nummer niet was genoteerd en een vetgedrukt getal geeft de hoogste notering aan.
2. ↑  2000 was het eerste jaar met een notering voor dit nummer.
3. ↑  Deze tabel is bijgewerkt tot en met de laatste editie (2024).